# Set Pagodes

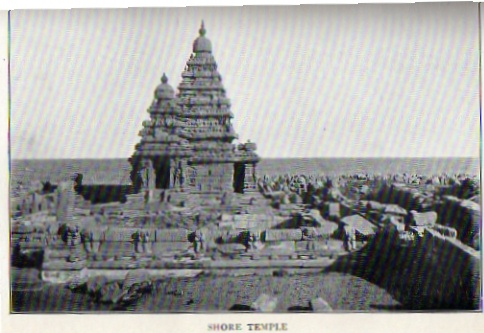
Fotografia de la zona de 1914.

Les Set Pagodes són un jaciment arqueològic del districte de Kancheepuram a 12° 37′ N, 80° 12′ E / 12.617°N,80.200°E a uns 55 km al sud de Chennai (Madras). El nom fou donat pels europeus i el nom local és Mahabalipuram, Mahabalipur, Mahavellipur, Mavallipur, Mamalaipur, Mamallapur, o Mallapur. La seva importància deriva del fet que té les principals restes arqueològiques del sud de l'Índia dividides en tres grups:
- Cinc raths (temples monolítics) al sud, probablement del període budista.
- Les coves, figures de pedra, gravats, i escultures a l'oest, del segle VI o VII.
- I dos temples dedicats i a Vixnu i Xiva, i cinc més que suposadament haurien estat engolits per la mar, van donar el nom de Set Pagodes (anglès Seven Pagodas).

S'hi han trobat també monedes de diverses èpoques, romanes, xineses i perses; una de les peces romanes correspon a Teodosi (vers 393).